# Schrankia acuminalis
Schrankia acuminalis är en fjärilsart som beskrevs av Herrich-Schäffer 1838. Schrankia acuminalis ingår i släktet Schrankia och familjen nattflyn. Inga underarter finns listade.